# اکسل لوند اسویندال
اکسل لوند اسویندال (انگلیسی: Aksel Lund Svindal؛ زادهٔ ۲۶ دسامبر ۱۹۸۲) اسکی‌باز آلپاین اهل نروژ است.